# 小浜清志
小浜 清志（こはま きよし、1950年12月9日 - ）は、日本の小説家である。

## 来歴
1950年、沖縄県の由布島（竹富町）に生まれる。1969年、沖縄県立八重山高等学校卒業と同時に上京し、劇団四季に入団、その後1975年の沖縄国際海洋博覧会などでは舞台裏方をつとめた。
その後も様々な職を遍歴するうち、1987年中上健次と知り合い、師事。マネージャーをつとめながら文学修業に励んだ。
1988年「風の河」で第66回文學界新人賞を受賞。
1992年「消える島」で第108回芥川龍之介賞候補作となる。
1994年「五生橋」で第111回芥川賞の候補になる。
その後も、沖縄を題材にした作品を発表している。

## 著作
- 『火の闇』　集英社　1995年2月 ISBN 978-4-08-774116-2

風の河　現代文学にみる沖縄の自画像 岡本恵徳著　出版社: 高文研 (1996/06) に収録